# Estación de Boissière
La estación de Boissière es una estación del metro de París situada en el XVI Distrito, al oeste de la capital. Pertenece a la línea 6. 

## Historia
La estación fue inaugurada el 2 de octubre de 1900 como un ramal de la línea 1. Esa situación, sin embargo, no duró mucho ya que el 5 de noviembre de 1903 la estación se integró en al línea 2 sur, llamada así para distinguirla de la línea 2 norte (la actual línea 2). El 14 de octubre de 1907, la línea 2 sur desapareció pasando a formar parte de la línea 5. Finalmente, el 6 de octubre de 1942 el tramo en el que se encontraba la estación pasó a atribuirse a la línea 6. 
Debe su nombre a la cercana calle Boissière.

## Descripción
Está diseñada en bóveda elíptica revestida completamente de los clásicos azulejos blancos biselados. Su iluminación ha sido renovada empleando el modelo vagues (olas) con estructuras casi adheridas a la bóveda que sobrevuelan ambos andenes proyectando la luz en varias direcciones. La señalización por su parte usa la moderna tipografía Parisine donde el nombre de la estación aparece en letras blancas sobre un panel metálico de color azul. Por último, los escasos asientos de la estación son verdes, individualizados y de tipo Motte.